# Барраган, Мигель
Мигель Барраган (исп. Miguel Francisco Barragán Moctezuma Andrada; 8 марта 1789 — 1 марта 1836, Мехико) — мексиканский политик и военный, с 1835 по 1836 год был президентом Мексики.
Принимал участие в войне за независимость Мексики, и выступил против императора Агустина де Итурбиде. Когда Мексика в 1824 стала республикой, Барраган был губернатором штата Веракрус.
Позже выступил против Викторио Гвадалупе и Висенте Герреро и был захвачен них, а затем сослан в Эквадор. В 1833 он вернулся по приглашению Валентина Гомеса Фариаса в Мексику и назначен военным министром. Поддержал Антонио де Санта-Анна после свержения Гомеса Фариаса.
28 января 1835 он был назначен временным президентом. Умер в своём кабинете 1 марта 1836 года.

## Память
Его имя высечено золотыми буквами (бронзой с позолотой) на Стене почёта в зале заседаний Палаты депутатов мексиканского Конгресса.